# Dioctria arbustorum
Dioctria arbustorum là một loài ruồi trong họ Asilidae. Dioctria arbustorum được Lehr miêu tả năm 1965. Loài này phân bố ở vùng Cổ Bắc giới.